# يوم الجونين
يوم الجونين، وقيل يوم الرغام، وقيل يوم ثنية خو، أحد ايام العرب في الجاهلية، لبني ثعلبة بن يربوع من تميم على بني كلاب بن عامر بن صعصعة.

## المعركة
أغار عتيبة بن الحارث بن شهاب في بني ثعلبة بن يربوع على طوائف من بني كلاب يوم الجونين فاطّرد إبلهم، وكان أنس بن العباس الأصمّ، أخو بني رعل من بني سليم، مجاورا في بني كلاب، وكان بين بني ثعلبة بن يربوع وبين بني رعل عهد: لا يسفك دم ولا يؤكل مال. فلمّا سمع الكلابيون الدّعوى: يال ثعلبة! يال عبيد! يال جعفر! عرفوهم، فقالوا لأنس بن العباس: قد عرفنا ما بين بني رعل وبني ثعلبة بن يربوع، فأدركهم فاحبسهم علينا حتّى نلحق. فخرج أنس في آثارهم حتى أدركهم، فلما دنا منهم،
قال عتيبة بن الحارث لأخيه حنظلة: أغن عنّا هذا الفارس فاستقبله حنظلة فقال له أنس: إنّما أنا أخوكم وعقيدكم، وكنت في هؤلاء القوم فأغرتم على إبلي فيما أغرتم عليه، وهو معكم. فرجع حنظلة إلى أخيه فأخبره الخبر فقال له: حيّاك اللّه، وهلم فوال إبلك، أي اعزلها.
قال: واللّه ما أعرفها، وبنو أخي وأهل بيتي معي وقد أمرتهم بالركوب في أثري، وهم أعرف بها منّي. فطلع فوارس بني كلاب فاستقبلهم حنظلة بن الحارث في فوارس فقال لهم أنس: إنّما هم بنيّ وبنو أخي. وإنما يربّثهم لتلحق فوارس بني كلاب. فلحقوا فحمل الحوثرة بن قيس بن جزء بن خالد بن جعفر على حنظلة فقتله، وحمل لأم بن سلمة أخو بني ضبارى بن عبيد ثعلبة على الحوثرة هو وابن مزنة أخو بني عاصم بن عبيد، فأسراه ودفعاه إلى عتيبة فقتله صبرا، وهزم الكلابيّون.
ومضى بنو ثعلبة بالإبل وفيها إبل أنس، فلم تقرّ أنسا نفسه حتى اتّبعهم رجاء أن يصيب منهم غرة وهم يسيرون في شجراء. فتخلّف عتيبة لقضاء حاجته، وأمسك برأس فرسه فلم يشعر إلّا بأنس قد مرّ في آثارهم، فتقدّم حتى وثب عليه فأسره، فأتى به عتيبة أصحابه فقال بنو عبيدة: قد عرفنا أنّ لأم بن سلمة وابن مزنة قد أسرا الحوثرة فدفعاه إليك فضربت عنقه؛ فأعقبهما في أنس بن عبّاس، فمن قتلته خير من أنس. فأبى عتيبة أن يفعل ذلك حتّى افتدى أنس نفسه بمائتي بعير.

## في الشعر
فقال عباس بن مرداس يعير عتيبة بأخذه أنس وبينهم ميثاق:
فرد عتيبة بن الحارث عليه فقال:
وقال مالك بن نويرة، لما أبا عتيبة أن يدفع اليهم أنساً يمنّ عليه بدفع بني عبيد الحوفرة اليه حتى قتله :
رافع بن هريم يمتنّ بذلك على جدىّ بن عتيبة: